# Stollhammerwisch
Stollhammerwisch ist als Bauerschaft ein Ortsteil von Stollhamm in der Gemeinde Butjadingen im Landkreis Wesermarsch.

## Geschichte
Stollhammerwisch gehörte zum Güterbesitz der Johanniterkommende Inte. Dieser Besitz wurde von Graf Anton I. von Oldenburg in der Reformationszeit 1531 eingezogen. Die Johanniterkommende wurde in der ersten Hälfte des 14. Jahrhunderts gegründet und hatte die Ansiedlung von Einwohnern zur Folge, die Subsistenzlandwirtschaft betrieben. Im Mannzahlregister von 1679 taucht der Ortsname erstmals auf. Im ältesten Erdbuch von 1687 sind 95 Grundstücke verzeichnet.
Im Jahr 1655 wurde eine Schule gegründet, diese hatte im Jahr 1855 77 Schüler. Das Schulgebäude wurde 1905 neu gebaut. 1966 wurde die Schule geschlossen. Während des Ersten Weltkriegs wurde zum Schutz des Kriegshafens Wilhelmshaven das Fort Mitteldeich errichtet.

### Burstohl
Burstohl (bur=Bauerschaft, Nachbarschaft; stohl=Gericht, hier Versammlungsort) bezeichnet einen kleinen Bauernhof der sich in Stollhammerwisch befand. Entgegen anderen Bauerschaften wie Iffens, Ahndeich oder Stollhamm bestand Stollhammerwisch nicht aus einem Kerndorf mit anschließenden Streusiedlungen. Vielmehr handelte es sich um eine Bauerschaft mit vielen kleinen und wenigen großen Bauernhöfen in Streulage. Am Wischweg 2 befand sich ein etwa 4 ha großer Bauernhof namens „Burstohl“. Der Name Burstohl belegt den Standort einer bäuerlichen Selbstverwaltung in der Vogtei Stollhamm, ähnlich wie in den benachbarten Vogteien Stadlands und Butjadingens. An diesem Ort wurden allgemeine Angelegenheiten der Bauerschaft geklärt und Streitschlichtung betrieben. Das gemeinsame Biertrinken diente der Wahrung des gesellschaftlichen Friedens in der Bauerschaft. Bis in die Mitte des 20. Jahrhunderts diente der Hof als Kaufmannsladen und Krug.

### Verwaltungsgeschichte
Zu Stollhammerwisch gehören Kleiner Schmeerpott, Großer Schmeerpott, Freeburg, Mitteldeich, Burstohl, Lehmbulten, Hexenbarg und Kattenbarg.

## Demographie
| Jahr | Einwohner |
| ---- | --------- |
| 1675 | 248       |
| 1750 | 244       |
| 1786 | 218       |
| 1802 | 235       |
| 1855 | 350       |
| 1895 | 312       |
| 1925 | 265       |
| 1950 | 324       |
| 1961 | 221       |
| 1970 | 186       |